# 化政文化

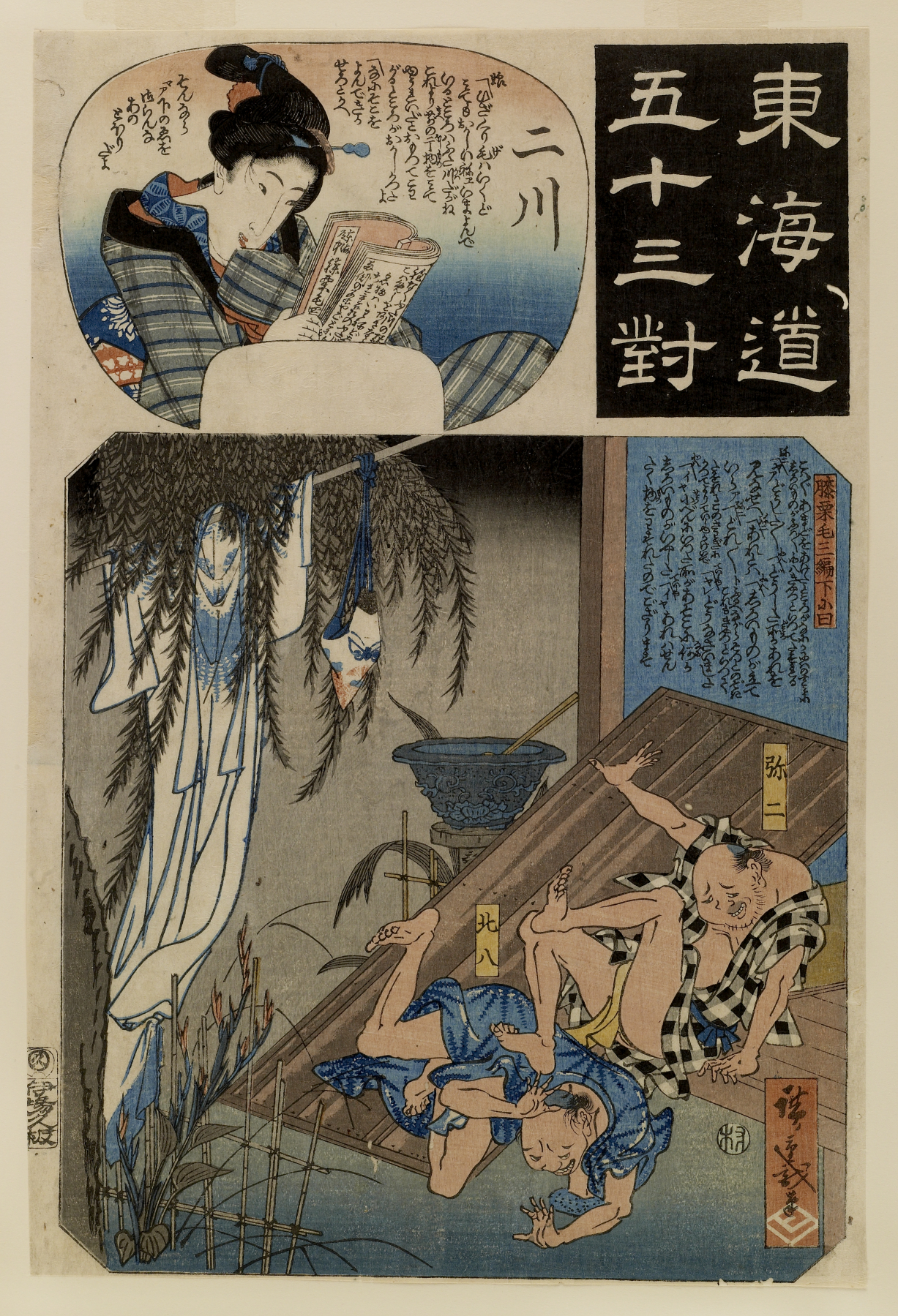
十返舎一九『東海道中膝栗毛』のエピソードを描いた錦絵

化政文化（かせいぶんか）とは、江戸時代後期の文化文政時代（1804年 - 1830年）を最盛期として、江戸を中心として発展した町人文化を指す。化政とは文化・文政を略した言葉。浮世絵や滑稽本、歌舞伎、川柳など、一般に現代に知られる江戸期の町人文化の全盛期にあたり、国学や蘭学の大成した時期でもある。広義の定義では、18世紀後半から19世紀前半の非常に長い期間を含む場合がある。
史学上は、江戸前期に上方を中心に起こった町人文化である元禄文化と対比され、享楽的色彩が強いとする。また、従来においては江戸の三大改革を基点に、寛政の改革と天保の改革の間の時期と見なされてきた上に、享保の改革と寛政の改革の間の田沼時代（宝暦-天明期）が軽視されたため、本来であれば宝暦-天明期に属する事柄の多くが、化政文化のものとして取り扱われてきた経緯がある。そのため、近年は宝暦・天明文化と新たな時代区分が定義されており、従来、杉田玄白や本居宣長、与謝蕪村といった化政文化の代表人物として扱われることも多かった者が、宝暦・天明期のものに変更されている部分もある。

## 概要

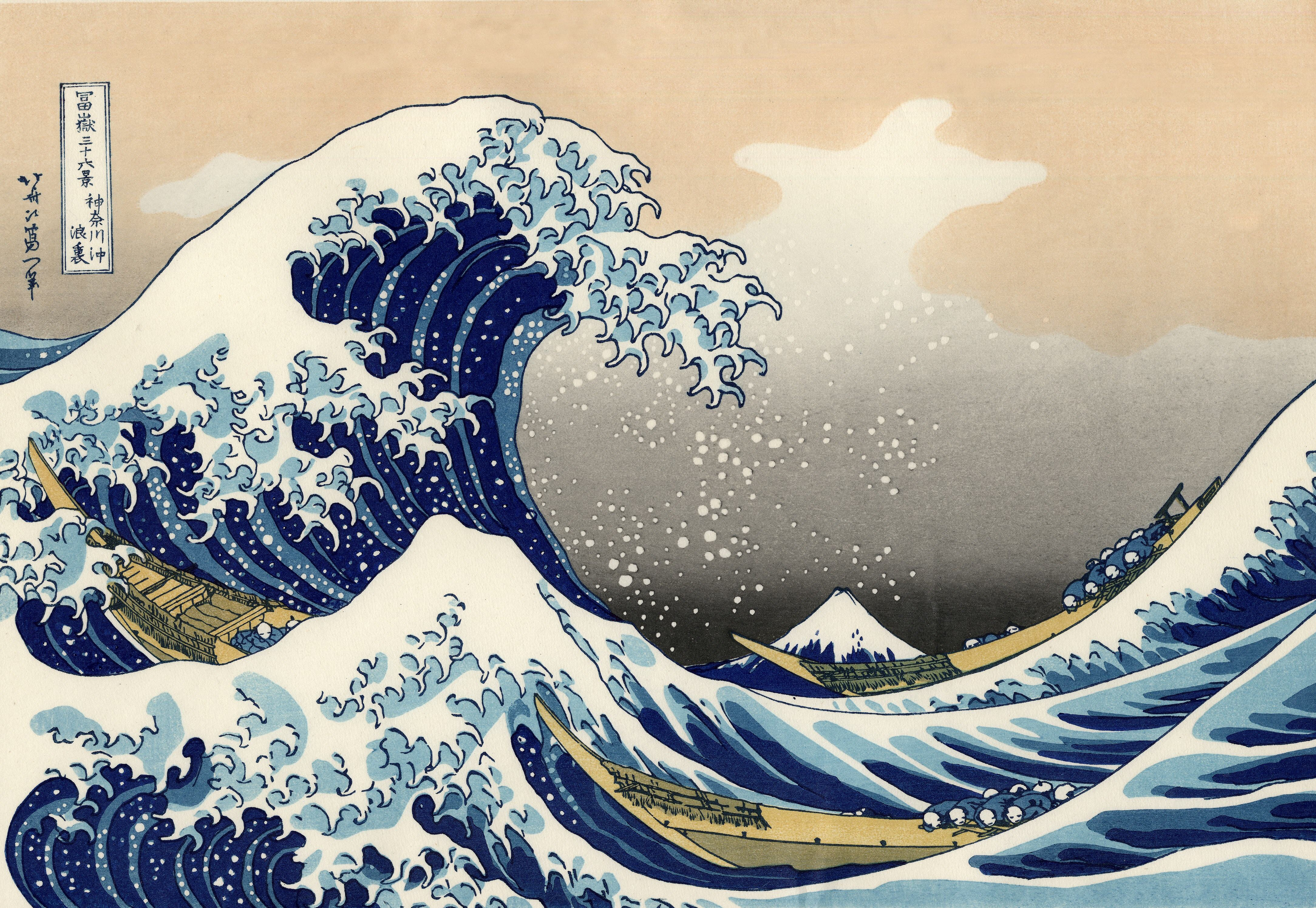
葛飾北斎 画 富嶽三十六景『神奈川沖浪裏』（1831年）

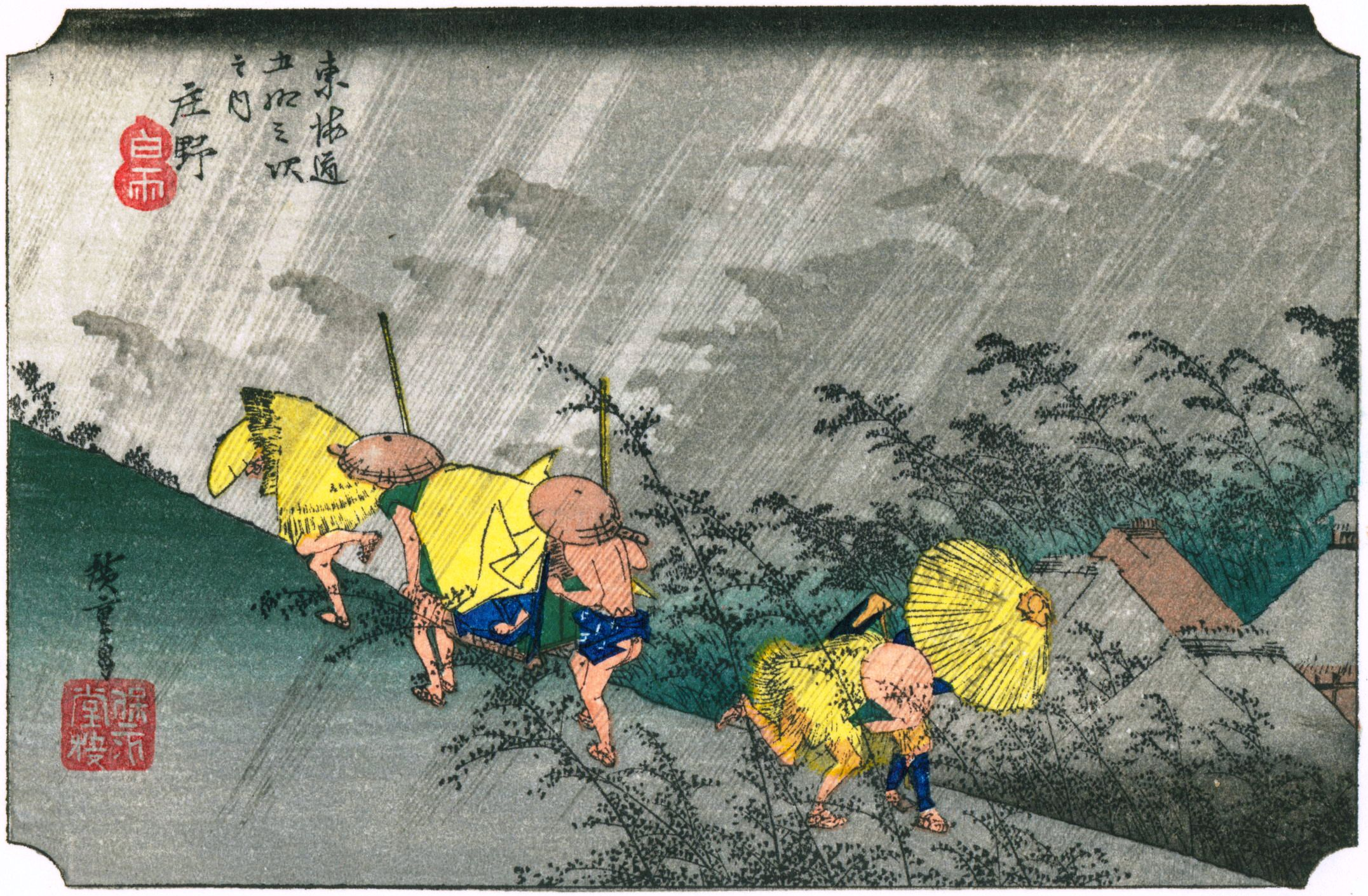
歌川広重 画 東海道五十三次『庄野宿』（1833-1834年）

江戸時代後期に江戸を中心として栄えた町人文化を、その最盛期とされる文化・文政期（1804年 - 1830年）を中心に据えて定義される文化、また時代区分である。
政治・社会の出来事や日常の生活を風刺する川柳が流行し、文学では、十返舎一九の『東海道中膝栗毛』のように、庶民生活を面白おかしく描いた、滑稽な作り話が好まれた。版画では、多彩な色彩を表現できる技術が向上し、そのような技術で作られた版画は錦絵（浮世絵）と呼ばれた。江戸から発生し、商人などの全国的交流や、出版・教育の普及によって各地に伝えられていった。また、これに伴い、内容も多様化していき、庶民へと浸透していった。風俗上で時代劇の舞台とされることが最も多いのがこの時代である。
江戸時代前期に栄えた町人文化である元禄文化のときには、文化の中心は上方であったが、このころから文化の重心は江戸に移っていく。ただし、音楽における京流手事物や陶芸の京焼のように、上方で著しく発展を見たものもある。

## 芸術分野

### 文学
- 黄表紙
  - 恋川春町
  - 山東京伝
- 滑稽本
  - 十返舎一九
  - 式亭三馬
- 人情本
  - 為永春水
- 読本
  - 上田秋成
  - 曲亭馬琴
- 合巻
  - 柳亭種彦
- 漢詩
  - 頼山陽
  - 大窪詩仏
- 和歌
  - 香川景樹
  - 良寛
- 俳諧
  - 与謝蕪村
  - 小林一茶
- 狂歌
  - 大田南畝
  - 朱楽菅江
  - 唐衣橘洲
  - 石川雅望（宿屋飯盛）
- 川柳
  - 柄井川柳
- その他
  - 菅江真澄
  - 鈴木牧之

### 美術

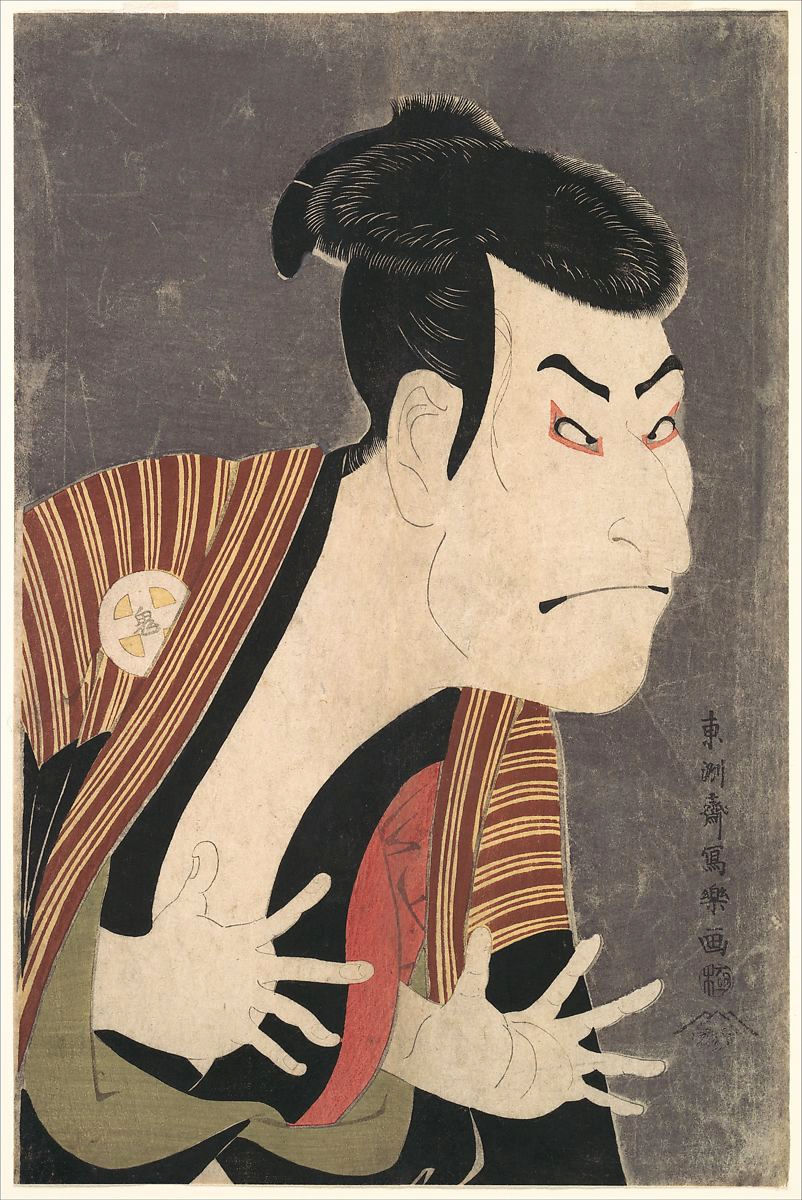
東洲斎写楽 画『三代目大谷鬼次の奴江戸兵衛』（1794年）

- 浮世絵
  - 鈴木春信
  - 鳥居清長
  - 勝川春章
  - 喜多川歌麿
  - 東洲斎写楽
  - 葛飾北斎
  - 歌川豊国
  - 歌川国貞
  - 歌川広重
  - 歌川国芳
- 文人画
  - 池大雅
  - 浦上玉堂
  - 谷文晁
  - 渡辺崋山
  - 椿椿山
- 写生画
  - 円山応挙
  - 長沢芦雪
  - 呉春（松村月溪）
- 琳派
  - 酒井抱一
  - 鈴木其一
- 洋風画
  - 司馬江漢
  - 亜欧堂田善
  - 小田野直武
- その他
  - 曾我蕭白
  - 伊藤若冲
- 書道
  - 亀田鵬斎
  - 巻菱湖
  - 貫名菘翁
  - 市河米庵
- 仏像
  - 木喰

### 工芸
- 京焼
  - 青木木米
  - 永樂保全
  - 仁阿弥道八

### 芸能
- 歌舞伎
  - 作家
    - 四代目 鶴屋南北

  - 役者
    - 三代目 坂東三津五郎
    - 七代目 市川團十郎
    - 三代目 尾上菊五郎
    - 三代目 瀬川菊之丞
    - 四代目 市川鰕十郎
    - 三代目 澤村田之助
    - 初代 市川男女蔵

### 音楽
- 地歌・箏曲
  - 大阪もの
    - 峰崎勾当
    - 市浦検校
    - 三つ橋勾当
    - 在原勾当

  - 京流手事物
    - 松浦検校
    - 石川勾当
    - 菊岡検校
    - 八重崎検校
    - 光崎検校
    - 吉沢検校

  - 山田流箏曲
    - 山田検校
    - 山登検校
- 長唄
  - 四世杵屋六三郎
  - 十世杵屋六左衛門
  - 二世杵屋藤五郎
- 浄瑠璃
  - 富士松魯中
- 明清楽

## 学問分野

### 儒学
- 中井竹山
- 柴野栗山
- 古賀精里
- 尾藤二洲
- 佐藤一斎
- 松崎慊堂
- 大塩中斎

### 国学

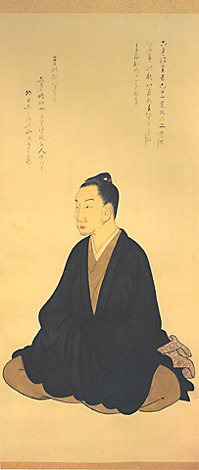
『古事記伝』を著した国学者・本居宣長

- 荷田春満
- 荷田在満
- 賀茂真淵
- 本居宣長
- 平田篤胤
- 塙保己一
- 加藤千蔭
- 村田春海
- 伴信友

### 蘭学
- 杉田玄白
- 前野良沢
- 平賀源内
- 大槻玄沢
- 稲村三伯
- 志筑忠雄
- 宇田川玄随
- 宇田川玄真
- 宇田川榕菴
- 桂川甫周
- 箕作阮甫
- 坪井信道
- 吉田長淑
- シーボルト

### 経世家・農学者
- 三浦梅園
- 工藤平助
- 林子平
- 本多利明
- 海保青陵
- 佐藤信淵
- 大蔵永常
- 帆足万里

### 教育
- 心学
  - 手島堵庵
  - 中沢道二
- 藩校（藩学）
- 寺子屋
- 私塾
  - 広瀬淡窓